# Anna-Lena Dießelmann
Anna-Lena Dießelmann (* 5. Mai 1981 in Düsseldorf) ist eine deutsche Linguistin, Philosophin und Journalistin. Sie schreibt auch unter dem Kürzel Ani Dießelmann und publiziert auf Deutsch, Englisch und Spanisch.

## Leben und Wirken
Nach dem Studium der Philosophie und Germanistik an der Heinrich-Heine-Universität Düsseldorf von 2000 bis 2008 wurde sie 2015 an der Universität Siegen im Fach Linguistik promoviert. Sie war Promotionsstipendiatin der Rosa-Luxemburg-Stiftung. In ihrer Dissertation befasste sie sich mit der Frage nach der Normalität und deren Aussetzung in Ausnahmesituationen. Als wissenschaftliche Mitarbeiterin an der Universität Siegen hat sie unter anderem mit Clemens Knobloch zu Neoevolutionismus geforscht und publiziert (2010–2013).
Seit 2013 lebt sie als Journalistin und Menschenrechtsbeobachterin in Cali in Kolumbien. Sie ist Redaktionsmitglied des Lateinamerika-Nachrichtenportals Amerika21 und schreibt für die Monatszeitschrift Lateinamerika Nachrichten sowie für Tageszeitungen.
Seit 2014 ist Dießelmann Assoziiertes Mitglied im bilateralen Forschungsprojekt der Universidad del Valle und der Universität Bayreuth und forscht zur Demobilisierung der kolumbianischen Guerilla FARC-EP, zur Berichterstattung über Lateinamerika in der deutschen Presse und zur politischen Kommunikation sowie Imagekampagnen des kolumbianischen Militärs. Sie arbeitet an einer Erweiterung visueller Methoden für sozialwissenschaftliche Forschung.
Als Mitglied des internationalen Netzwerks Red de Hermandad y Solidaridad de Colombia (RerHer) kennt sie die politische Situation Kolumbiens aus Sicht der sozialen Bewegungen. Seit 2015 engagiert sie sich verstärkt in antimilitaristischen Protesten, forscht und publiziert zu Waffenhandel und Paramilitarismus. Im Jahr 2018 gab sie im SWR ein ausführliches Interview zur Menschenrechtslage in Kolumbien.
Politisch ist sie in der Interventionistischen Linken aktiv und war Pressesprecherin der Blockupy-Proteste in Frankfurt am Main.

## Veröffentlichungen (Auswahl)
- Ausnahmezustand im Sicherheits- und Krisendiskurs. Eine diskurstheoretische Studie mit Fallanalysen, Universitätsverlag Siegen, 2015, ISBN 978-3-936533-61-3
- Die Kultur des Neoevolutionismus. Zur diskursiven Renaturalisierung von Mensch und Gesellschaft, hrsg. mit Fabian Deus, Luisa Fischer, Clemens Knobloch, transcript Verlag Bielefeld, 2014, ISBN 978-3-8376-2891-3

Aufsätze und Buchkapitel
- mit Andreas Hetzer: Die Inferiorität des Anderen. Lateinamerika in der Auslandsberichterstattung deutscher Leitmedien. In: PERIPHERIE, 1–2018, doi:10.3224/peripherie.v38i1.05
- Krieg und Frieden. Dramatisierungsstrategien im kolumbianischen Krisendiskurs, in: Cahiers d’Études Germaniques, 73/2017, S. 141–156. doi:10.4000/ceg.2387
- Der Ausnahmezustand. Zur schleichenden Implementierung und Legitimität von sonder- und außerrechtlichen Maßnahmen, in: Matthias Lemke et al. (Hrsg.): Legitimitätspraxis. Politikwissenschaftliche und soziologische Perspektiven, Springer VS, Wiesbaden 2016, ISBN 978-3-658-05741-1, S. 39–57 (Springer Link)
- Menschen und Tiere – Vom Verschwimmen einer ehemals stabilen Opposition, in: Die Kultur des Neoevolutionismus. Zur diskursiven Renaturalisierung von Mensch und Gesellschaft, S. 45–75. doi:10.14361/transcript.9783839428917.45
- mit Andreas Hetzer: La representación de la política exterior del Gobierno Santos y su repercusión en el discurso mediático-político en Europa y Colombia, in: Papel Político, 21(1), 2916, S. 197–223. doi:10.11144/Javeriana.papo21-1.adrs
- mit Andreas Hetzer: Widerstand im Chocó, in: Lateinamerika Nachrichten, Nummer 543/544, Sept./Okt. 2019